# 田野幸伸
田野 幸伸（たの ゆきのぶ、1977年 - ）は、元BLOGOS編集長、元ラジオ番組ディレクター。サウンドマン、ニコニコ動画所属を経て、現在はLINEに所属し、BLOGOS、LINE NEWS、ニコニコ生放送を担当している。
かつてはアニラジ番組を多く担当する事でも知られる。2007年1月に結婚した妻はミキサーである田野英子（妻の詳細は『くりぃむしちゅーのオールナイトニッポン』参照）。

## 主な担当番組
- 『野川さくらのマシュマロ♪たいむ』（文化放送・ラジオ関西）
- 『有楽町アニメタウン』（ニッポン放送）
- 『野中藍 ラリルれ、にちようび。』（ラジオ関西・東海ラジオ）

- 『土屋礼央のオールナイトニッポン』（ニッポン放送）
- 『SHOGOのオールナイトニッポン』（ニッポン放送）
- 『アンダーグラフのオールナイトニッポン』（ニッポン放送）
- 『知ってる?24時。』（ニッポン放送）
- 『ニッポン全国ラジベガス』（ニッポン放送）
- 『高田文夫のラジオビバリー昼ズ』（ニッポン放送）

- 『とりあえず生中』（ニコニコ生放送）
- 『ニコラジ』（ニコニコ生放送）

## 逸話
- 『有楽町アニメタウン』で放送されていたラジオドラマ『特務宇宙戦艦アニタン』の総集編の編集に50時間余りかけたと言う[要出典]。
- 結婚式において、現在担当している番組のパーソナリティーたちが駆け付け、野川さくら・田中理恵・野中藍による『てんとう虫のサンバ』が披露された[1]。